# In the Flesh (Pink-Floyd-Lied)
In the Flesh (anfänglicher Titel: The Show) ist ein Lied der britischen Rockband Pink Floyd. Es erschien 1979 auf ihrem Konzeptalbum The Wall. Es ist der 21. Titel auf dem Album und nicht zu verwechseln mit In the Flesh?, das den ersten Titel des Albums darstellt.

## Inhalt
Wie alle anderen Lieder aus The Wall erzählt In the Flesh einen Teil der Geschichte des Protagonisten Pink, der zu seinem Schutz vor emotionalen Einflüssen eine imaginäre Mauer errichtet.
Pink bekam im Song Comfortably Numb vom Arzt Medikamente verabreicht. Durch die Wirkung scheint Pink sich plötzlich anders zu fühlen. Bereits im vorherigen Track The Show Must Go On hat Pink plötzlich angefangen, in Gedanken mit seinem verstorbenen Vater zu kommunizieren und überlegt, ob es noch eine Chance gäbe.
Nun bleibt ihm nichts anderes übrig, als aufzutreten, da eine Absage seinen Manager teuer zu stehen käme.
Die ersten Zeilen sind die gleichen wie in In The Flesh? (So ya thought ya might like to go to the show / To feel that warm thrill of confusion, that space cadet glow). Nun jedoch verdeutlicht er, dass Pink nicht da sei und stattdessen eine Ersatzband spiele, Pink selbst sei eine Art Diktator und fängt an, Minderheiten zu attackieren, womit Pink die Treue seiner Fans testen will. Und tatsächlich jubeln sie ihm weiterhin zu.
Somit wird aus dem Konzert eine Art diktatorische Hassrede, die in den nächsten beiden Liedern Run Like Hell und Waiting for the Worms weiter ausgebaut wird.
Es ist auch möglich, dass das Konzert nur in Pinks Kopf stattfindet und dass das eigentliche Konzert in In the Flesh? vorgetragen wird, da das letzte Lied Outside the Wall von der Melodie gleich wieder in das erste übergeht, was also bedeutet, dass das erste Lied am Ende der Geschichte stattfindet, als die Mauer zerstört ist und Pink endlich aus seinen Fehlern gelernt hat.

## Musik
Insgesamt ist die Melodie von In The Flesh rau und aggressiv. Die Riffs sind zum Großteil die gleichen wie in In the Flesh?.
Die Schreie des Publikums am Ende des Lieds gehen sofort in Run Like Hell über.

## Film
Der Film zeigt Pink auf einem Konzert, das er aufgrund seines Drogenwahns in eine Art faschistische Diktatur verwandelt. Er wird mit einer Uniform dargestellt, zudem sind Jugendliche zu sehen, die Pinks Befehlen gehorchen, sie tauchen auch in Waiting for the Worms wieder auf.

## Besetzung
- Roger Waters – Gesang, Bass
- David Gilmour – Gitarre
- Nick Mason – Schlagzeug